# Elfie Donnelly
Elfie Donnelly (* 1950 in London)  ist eine österreichische Autorin. Sie schreibt Kinderbücher, Hörspiele und Drehbücher. Ihre größten Erfolge sind die Figuren Bibi Blocksberg und Benjamin Blümchen.

## Leben
Elfie Donnelly wurde in London geboren – ihre Mutter war Wienerin, ihr Vater arbeitete für die Britische Marine. Die Eltern lernten einander während des Studiums der Mutter in Cambridge kennen. Sie verbrachte ihre ersten Lebensjahre in Rugby, in den englischen Midlands, ab fünf Jahren in Wien, wohin ihre Mutter zunächst allein zurückgekehrt war. Ihre Mutter starb, als sie 15 war. Nach eigenen Aussagen war sie ein schwieriger Teenager, flog von der Schule. Mit 17 wurde sie schwanger und heiratete, die Ehe hielt sieben Jahre.
Donnelly war schon in jungen Jahren als Journalistin tätig. Sie begann in Wien in der Austria Presse Agentur, APA, in der auch die Mutter gearbeitet hatte. 1973 zog sie nach Berlin, heiratete Peter Lustig (Löwenzahn/ZDF) und begann unter anderem für den Sender Freies Berlin (SFB) Hörspiele für Kinder zu schreiben. In den Achtzigerjahren wurde sie Schülerin des indischen Gurus Osho.
Sie lebt mit ihrem jetzigen Mann, dem Autor Paul Arató, auf Ibiza. Elfie Donnelly hat zwei erwachsene Söhne, einen aus der Ehe mit Peter Lustig, den Toningenieur Pavi Momme Lustig, und zwei Enkel.

## Erfolge und Kinderhörspiele
Im Alter von 26 Jahren veröffentlichte sie ihr erstes Buch Servus Opa, sagte ich leise, das von einem kleinen Jungen und dem Tod seines Großvaters erzählt. Das Buch erhielt 1976 den Deutschen Jugendbuchpreis und den ersten Hans-im-Glück-Preis. Für das Drehbuch zum gleichnamigen Fernsehspiel wurde Donnelly 1979 mit dem Adolf-Grimme-Preis mit Silber (zusammen mit Hans Henning Borgelt) und dem Publikumspreis der Marler Gruppe ausgezeichnet.
Ab 1977 schrieb sie 65 Folgen Benjamin Blümchen und 41 Folgen Bibi Blocksberg. Sieben Jahre später verkaufte sie ihre Rechte und zog nach Mallorca. Über 6,2 Millionen Mal wurden Audiokassetten mit Benjamin Blümchen verkauft.
Aus Donnellys Feder stammt die seit 2004 veröffentlichte Hörspiel- und Buchserie Elea Eluanda, die Geschichte eines querschnittgelähmten Mädchens, das sich trotz seines Schicksals im Leben bewährt und von ihrem indischen Freund Ravi und der Tröstereule Ezechiel begleitet wird.
Im Dezember 2019 erschien die erste Staffel von Draculino, einer Hörspielserie für Kinder ab sechs Jahren als Audible Original, die erste Zusammenarbeit Donnellys mit dem Unternehmen. Für die Hauptfigur, den rothaarigen Waisenjungen Luca, dem die Vorderzähne fehlen, weshalb er von einem Vampir-Ehepaar adoptiert wird, stand Donnellys Sohn aus der Ehe mit Peter Lustig Pate. Drei Staffeln wurden bis zum Jahr 2021 produziert.
Donnelly verfasst auch Liedtexte.

## Kino
Donnellys erstes Drehbuch war das zum Film Der rote Strumpf (1981, auch als Hörspiel veröffentlicht). Im Film von Wolfgang Tumler spielte Inge Meysel die Hauptrolle.
Donelly war Ko-Autorin des Drehbuchs zu Die Mondjäger (1989). 2005/2006 verfasste die Autorin gemeinsam mit ihrem Mann zwei Kinofilm-Drehbücher: Emma Panther und Der kleine Medicus. Ebenfalls 2006 entstand das Drehbuch zur romantischen Kino-Dramedy Töne aller Arten nach dem Roman von Peter Trabert.
Mehrfach verfasste Donelly Drehbücher zu Verfilmungen ihrer eigenen Werke. 2001 schrieb sie das Drehbuch zu Bibi Blocksberg, mit fast 2,5 Millionen Zuschauern erfolgreichster deutscher Kinofilm des Jahres 2002. 2003 folgte die Fortsetzung, Bibi Blocksberg und das Geheimnis der blauen Eulen, ebenfalls nach einem Drehbuch von Donelly. Für die 2019 erschienene Realfilmfassung von Benjamin Blümchen war Donnelly Co-Autorin des Drehbuchs, gemeinsam mit Bettina Börgerding.

## Erwachsenenliteratur
Im Piper Verlag erschienen zwei Kriminalromane Donellys, Kein einziges Wort (2002) und Wen der Tod entlässt (2003). Heldin beider Romane ist die deutsch-österreichische Begräbnisunternehmerin Stella Norden, die in Wien ihrem Faible für Tango nachgeht. Der Roman Für Paare verboten, bei Hoffmann und Campe erschienen, karikiert die Tantra-Therapie-Szene.
Weitere Titel Donellys für Erwachsene sind der Reiseführer Gebrauchsanweisung für Mallorca (2002), Wendelburgs Komplott, Das Glasauge (Autobiografisches) und Die Hühnerleiter ins Nirvana.

## Werke

### Hörspiel
- ab 1977 Benjamin Blümchen (Hörspielserie)
- 1979 Servus Opa, sagte ich leise (Hörspiel)
- ab 1980 Bibi Blocksberg (Hörspielserie)
- 1981 Der rote Strumpf (Hörspiel)
- ab 2004 Elea Eluanda (Hörspielserie)
- ab 2019 Draculino (Hörspielserie)

### Kinderbuch
- 1977 Servus Opa, sagte ich leise. Dressler, Hamburg 1977, ISBN 978-3-7915-1985-2.
- 1979 Der rote Strumpf. Dressler, Hamburg 1979, ISBN 978-3-7915-1986-9.
- 1981 Karo Honig macht Frieden. Dressler, Hamburg 1981, ISBN 978-3-7915-1987-6
- 1986 Tapetenwechsel. Maier, Ravensburg 1986, ISBN 978-3-473-38872-1.
- 1986 Tine durch zwei geht nicht. Klett, Stuttgart 1986, ISBN 978-3-12-261610-6.
- 1986 Die getauschten Eltern. Oetinger, Hamburg 1986, ISBN 978-3-7891-1677-3.
- 1986 Ein Paket für Frau Löbenzahn. Maier, Ravensburg 1986, ISBN 978-3-473-34215-0.
- 1986 Peters Flucht. Verlag Jugend und Volk, Wien 1986, ISBN 978-3-224-11218-6.
- 1987 Das Weihnachtsmädchen. Oetinger, Hamburg 1987, ISBN 978-3-7891-1679-7.
- 1987 Eine Reise mit Frau Löbenzahn. Maier, Ravensburg 1987, ISBN 978-3-473-34270-9.
- 1997 Ich-hab-dich-lieb-Geschichten. Ravensburger, Ravensburg 1997, ISBN 978-3-473-51513-4.
- 2002 Willi, Tierarzt für Kinder. Oetinger, Hamburg 2002, ISBN 978-3-7891-0561-6.
- 2012 Emma Panther und die Sache mit dem süßen Geheimnis. Oetinger, Hamburg 2012, ISBN 978-3-7891-3323-7.
- 2013 Emma Panther und die Sache mit dem Größenwahn. Oetinger, Hamburg 2013, ISBN 978-3-8415-0235-3.

### Roman
- 1998 Für Paare verboten. dtv, München 1998, ISBN 978-3-423-20130-8.
- 1999 Thera Blind: Tot im Boot. Angler (BoD), 1999, ISBN 978-3-89811-098-3. Unter dem Pseudonym Thera Blind.
- 1999 Wendelburgs Komplott. Moixet (BoD), 1999, ISBN 978-3-89811-097-6.
- 1999 Die Hühnerleiter ins Nirwana. Ein esoterischer Schelmenroman. Moixet (BoD) 1999, ISBN 978-3-89811-095-2.
- 1999 Das Glasauge. Moixet (BoD), 1999, ISBN 978-3-89811-096-9.
- 2000 Katze und Karma – Katzen für Mallorca. Ein Kinderbuch für Erwachsene. Moixet (BoD).
- 2002 Gebrauchsanweisung für Mallorca, Piper, München / Zürich 2002, ISBN 3-492-27505-2.
- 2002 Kein einziges Wort. Piper, München 2002, ISBN 978-3-492-23638-6.
- 2003 Wen der Tod entlässt. Piper, München 2003, ISBN 978-3-492-23660-7

### Drehbuch
- 1979 Servus Opa, sagte ich leise
- 2001 Bibi Blocksberg
- 2004 Bibi Blocksberg und das Geheimnis der blauen Eulen
- 2019 Benjamin Blümchen (zus. m. Bettina Börgerding)

## Auszeichnungen
- 1976: Deutscher Jugendliteraturpreis für Servus Opa, sagte ich leise[1]
- 2020: Platin-Romy der Akademie für das Lebenswerk[12]